# Phytoliriomyza papae
Phytoliriomyza papae är en tvåvingeart som beskrevs av Spencer 1984. Phytoliriomyza papae ingår i släktet Phytoliriomyza och familjen minerarflugor.
Artens utbredningsområde är Bolivia. Inga underarter finns listade i Catalogue of Life.